# Otto Linhart (radiotelegrafista)
Otto Linhart (24. září 1895 v Praze – 29. března 1980 v Praze) byl příslušníkem československých legií v Rusku, za protektorátu pracoval jako radiotelegrafista ve prospěch ilegální odbojové organizace ÚVOD. Jako jeden z mála operátorů radiových stanic SPARTA válku přežil a pokračoval v práci jako poštovní kontrolor na Hlavní poště Praha.

## Životopis

### Dětství
Narodil se v rodině mlynářského Jana Linharta (1854–??) a matky Pavlíny Berty, rozené Jirkovské (1854–??). Měl šest sourozenců – tři bratry a tři sestry.

### Legie a první republika

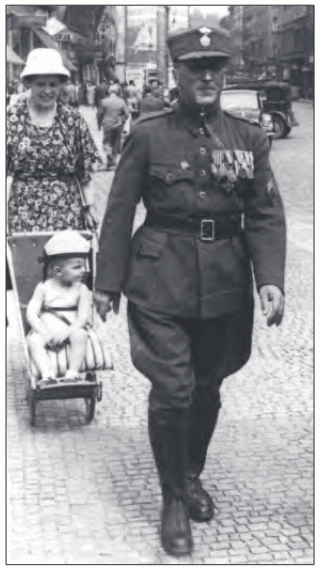
Otto Linhart v uniformě ruského legionáře po návratu do Prahy 1920

Když vypukla první světová válka, byl povolán k 6. praporu polních myslivců. Do ruského zajetí padl 10. září 1915 u Tarnopolu. Do československých legií vstoupil 27. srpna 1917 v Moskevské gubernii ve městě Bykovo. Po celou ruskou anabázi měl hodnost vojína a sloužil u 1. střelecké divize ("Husitské"). V hodnosti desátníka radiotelegrafní roty se v roce 1920 spolu s ostatními legionáři vrátil do vlasti a následně byl demobilizován. Za první republiky pracoval Otto Linhart jako poštovní revident (kontrolor) – radiotelegrafista na Ředitelství pošt a telegrafů v Praze (Hlavní pošta Praha).

### Práce v odboji (1939 - 1940)
Po německé okupaci byl jako profesionální radiotelegrafista osloven podplukovníkem generálního štábu Štěpánem Adlerem (Kadeřábkem), aby se zapojil do protinacistického odboje (a zpravodajské činnosti) v jeho skupině. Od vojenské odbojové organizace Obrana národa měl Adler za úkol vybudovat rádiovou komunikační síť uvnitř protektorátu.
Kromě práce pro Štěpána Adlera distribuoval Otto Linhart také ilegální tiskoviny. Na svém pracovišti v Telegrafní ústřední stanici Ředitelství protektorátních pošt v Praze se dostával k informacím, které byly zpravodajsky využitelné pro odboj.
Když byla Adlerova spojovací skupina v prosinci 1939 gestapem rozbita, unikl Otto Linhart zatčení. Právní úředník ředitelství pošt v Praze JUC. Vítězslav Dvořák (na jaře 1940) ho získal ke spolupráci s legendárními Třemi králi (těm dodával zpravodajské informace pocházející ze svého pracoviště) a se skupinou kolem štábního kapitána Josefa Sojky (pro niž kolportoval ilegální tiskoviny, hlavně časopis V boj).
Spolupráce se Sojkovou skupinou skončila prakticky jeho zatčením (13. září 1940). Otto Linhart zatčen nebyl. Ještě v červnu 1940 byl Otto Linhart získán do funkce radiotelegrafisty ve spojovací skupině koordinačního orgánu domácího odboje ÚVOD. Spojovací skupinu vedl JUDr. Rudolf Mareš Tato skupina radistů ÚVODu disponovala rozsáhlou sítí ilegálních vysílaček označovaných souhrnně jako Sparta I a měla za cíl udržovat rádiové spojení s exilovou vládou v Londýně. (Od srpna 1940 spolupracoval Otto Linhart také s Františkem Andrštem (PVVZ).) V průběhu let 1940 až 1941 obsluhoval jako radiotelegrafista (spolu s Jindřichem Klečkou) ilegální radiostanice Sparta I a Sparta II, přemisťované do různých pražských lokalit (viz níže).
Mimo radiotelegrafickou činnost se Linhart věnoval opět rozšiřování ilegálních tiskovin, především časopisu Český kurýr. Spolu s Vítězslavem Dvořákem také na sklonku roku 1940 distribuoval ilegální časopis V boj. ; pokračoval v získávání zpravodajských informací pro odboj a obstarával konspirační byty. (Členové odbojové organizace PVVZ se setkávali i v jeho bytě.)

### Práce v odboji (1941)
Kurýrní spojení domácího odboje s exilovou vládou v Londýně bylo přerušeno v dubnu roku 1941, kdy Německo napadlo Jugoslávii. Význam radiového spojení vzrostl a počet odesílaných depeší se pronikavě zvýšil. Dne 7. května 1941 provedlo gestapo zátah na jednu z radiostanic sítě Sparta, která byla umístěna v domku manželů Krotilových v pražských Hodkovičkách (viz níže). Vysílačku v té době obsluhoval četař Jindřich Klečka, kterému se podařilo ze zátahu uniknout. Gestapo v Hodkovičkách zatklo deset odbojářů z okruhu sítě radiostanic Sparta I, zabavilo dvacet[zdroj?] radiostanic a několik nezašifrovaných i již zašifrovaných zpráv. Na jejich základě kryptologové Funkabwehru prolomili šifrovací klíč VĚRA a další korespondence s Londýnem přestala být pro gestapo a Abwehr tajemstvím. Jindřich Klečka přešel do ilegality. Otto Linhart se v období od 8. července 1941 až do 22. září 1941 přímo zapojil do obsluhy radiostanic sítě Sparta I. Dne 22. září 1941 utrpěl Otto nešťastnou náhodou střelné zranění (lehký průstřel nohy), když jej v úkrytu na chatě u Neveklova při čistění své pistole ráže 6,35 mm Klečka neúmyslně postřelil. Toto zranění Ottu paradoxně uchránilo před zatčením (a smrtí) při přepadení jinonického akcízu (4. října 1941) gestapem, při němž se zastřelil Ottův spolupracovník (radiotelegrafické "dvojče") Jindřich Klečka (viz níže).
Po napadení jinonického akcízu byl Otto Linhart včas varován odbojářem Bohumilem Bachurou; nebyl dopaden i přesto, že se jeho portrét objevil již 29. října 1941 v protektorátním pátracím Policejním věstníku. (Současně byly zveřejněny fotografie dalších hledaných odbojářů, docenta Vladimíra Krajiny, Václava Morávka, Karla Prokopa a Linhartova bratra Václava). Otto Linhart částečně změnil vzhled a podařilo se mu získat fingované osobní dokumenty na jméno "Jan Zach".

### Práce v odboji (1942)
Otto Linhart se až do 15. února 1942 ukrýval na různých místech v Praze. Těchto jedenáct týdnů mu poskytli azyl: paní Marie Adlerová – matka JUC. Vítězslava Dvořáka; krejčovský mistr František Silovský (z jeho bytu v pražské Michli dokonce Otto Linhart na jaře roku 1941 vysílal z radiostanice Sparta I) a manželé Šrámkovi.
Nakonec se Otto (v půlce února 1942) (s osobními doklady na jméno Jan Zach) přesunul do Plzně. Tady mu MUC. Václav Rusý zajistil hospitalizaci na interní klinice profesora MUDr. Františka Šimera a jeho asistenta MUDr. Viléma Hlinky, kde se Otto setkal se svým bratrem Václavem. Na této klinice se Otto nějaký čas zotavoval z následků dlouhodobého života v ilegalitě. (Život "ilegála" se na jeho zdraví podepsal především celkovou neurózou trávicího ústrojí a žaludečními vředy.) Od začátku května 1942 opět Otto Linhart začal obsluhovat radiostanici plzeňské větve ÚVODU. Depeše, které v průběhu května a června 1942 tato ilegální radiostanice přijala, vozil do Prahy JUC. Vítězslav Dvořák.
Situace se radikálně změnila dne 3. července 1942. Tehdy odjel z Plzně do Prahy MUC. Václav Rusý, aby zjistil příčinu zdržení JUC. Vítězslava Dvořáka. Dvořák odjel před několika dny do Prahy vyzvednout novou radiostanici a dosud se do Plzně nevrátil. (Gestapo Dvořáka totiž v Praze zatklo 30. června 1942 a podrobilo intenzivnímu výslechu.) Při návratu z Prahy byl Václav Rusý zatčen u východu z Plzeňského nádraží. Otto Linhart na Rusého před nádražím čekal, zatčení viděl a okamžitě odjel do Strakonic, kde se ukryl na interním oddělení tamní nemocnice, kterou vedl další příslušník plzeňského ÚVODU, MUDr. Karel Hradecký. Václav Linhart, který tou dobou v Plzni působil, neuposlechl varování svého bratra Otty a byl zatčen následujícího dne (4. července 1942). V souvislosti s touto akcí byl v Praze zatčen i Bedřich Linhart.

### Unikání před zatčením
Prakticky od přepadení jinonického akcízu (tj. od 4. října 1941) přebýval Otto Linhart až do konce války (tedy více než 43 měsíců) v ilegalitě a do fungování domácího odboje se už zásadní měrou nezapojil. Soustředil se na unikání před gestapem, které po něm neustále intenzivně pátralo. V rámci protektorátu se ukrýval postupně v Praze, Plzni, Strakonicích, Protivíně, Lipníku nad Bečvou, znovu v Praze, Kamenici nad Lipou a opět v Praze.
- Do 15. února 1942 se ukrýval na různých místech v Praze pak pobýval v Plzni,

- Od 3. července 1942 pobýval ve Strakonicích.

- Ze Strakonic se přesunul do jihočeského Protivína k Albínu Šiklovi[p 4], ilegální skupina JINDRA[1] pomohla Ottovi přesunout se do Uhříněvsi u Prahy, kde jej ukrýval podplukovník ve výslužbě Václav Novák.[p 5]

- V srpnu 1942 jej Ladislav Vaněk[p 6] (v té době vedoucí funkcionář protinacistické "obce sokolské v odboji" (OSVO) přesunul k manželům Pavlištíkovým do Lipníku nad Bečvou, kde měl Otto pracovat jako radista pro ostravskou odbojovou organizaci redaktora Josefa Bjačka.[p 7] V té době získal Otto Linhart i nové falešné osobní doklady na jméno "Jan Zachar".[1] Když byl Josef Bjaček 15. září 1942 zatčen ostravským gestapem a na jméno Jan Zachar byl vydán zatykač, podařilo se Otto Linhartovi (20. září 1942) uprchnout zpátky do Prahy. Tady jej ukryl jeho přítel (z dob před válkou) obchodní zástupce[5] Ing. Richard Reisner[p 8] a brzy (díky svým obchodním kontaktům) našel pro Ottu Linharta další bezpečný mimopražský úkryt.[9]

- Pod jménem Jan Klika se více než 16 dalších měsíců[5] Otto Linhart skrýval v rodině Jana a Marie Ježkových v Kamenici nad Lipou blízko Jindřichova Hradce.[3][p 9][p 10]

- V lednu 1944 se Otto od Ježkových přesunul asi na měsíc ke kamenickému poštovnímu doručovateli Janu Křížovi, kde se skrýval až do února 1944. Protože mu v Kamenici nad Lipou hrozilo prozrazení, odešel od Jana a Boženy Křížových z Kamenice znovu do Prahy ke svému příteli Ing. Reisnerovi.

- Ten pro něj nalezl v Praze nový úkryt u manželů Dříhalových na Pankráci.

- Postupně Otto vystřídal ilegální úkryty u Josefa Brábníka (otec pozdějšího TV sportovního moderátora)[1] v Praze – Podolí a u manželů Bártových na Pankráci.

- Konec války v květnu 1945 jej zastihl v Podolí v ilegálním bytě Františka Maliny.[5][3]

V květnových dnech roku 1945 byl Otto Linhart nakonec nakrátko nedopatřením zatčen příslušníky Revolučních gard (RG), kterým při kontrole totožnosti předložil padělané osobní doklady a při osobní prohlídce u něj příslušníci RG objevili pistoli. Naštěstí se vše rychle vysvětlilo.

### Falešné identity Otto Linharta
Fotografie Otto Linharta použité v padělaných protektorátních dokladech, které v průběhu svého života v ilegalitě používal. Postupně žil pod krycími jmény: Jan Zach, Jan Zachar a Jan Klika.

Falešné identity Otto Linharta
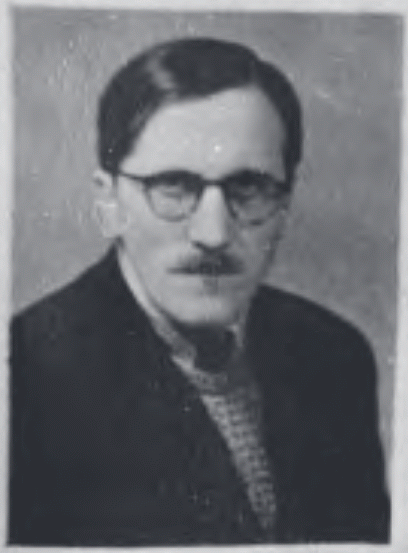
Jako "Jan Zach" (leden 1942)
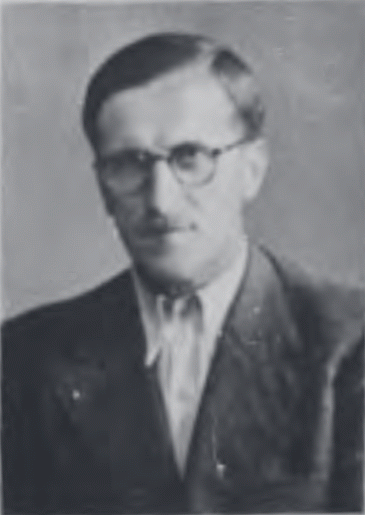
Jako "Jan Zachar" (srpen 1942)
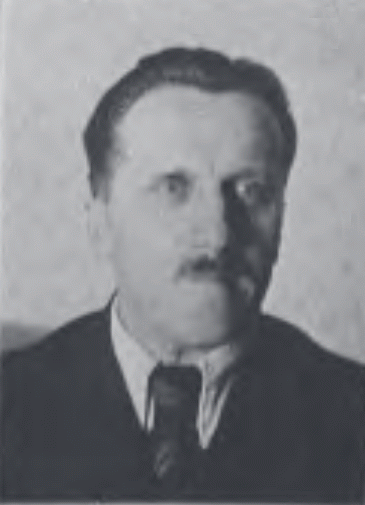
Jako "Jan Klika" (září 1943)

### Po válce
Otto byl nejmladším z bratrů Linhartových a jako jediný válku přežil. Bedřich, Zdeněk a Václav zaplatili za svoji odbojovou činnost životem. Po válce se Otto Linhart shledal se svojí manželkou Boženou a sestrami Marií Linhartovou a Ludmilou Stöcklovou. Protektorát přežil i jeho syn Otto. Otto Linhart se po válce vrátil ke své práci poštovního revidenta (kontrolora) na Telegrafní ústředně ředitelství pošt v Praze. Zemřel v zapomenutí 29. března 1980 v Praze.
Je pochován (spolu se svojí chotí Boženou Linhartovou) na pražském Nuselském hřbitově (Krčská ulice), ostatní členové rodiny Linhartů pak v hrobě rodiny Linhartů na Podolském hřbitově.

Místa odpočinku členů rodiny Linhartových
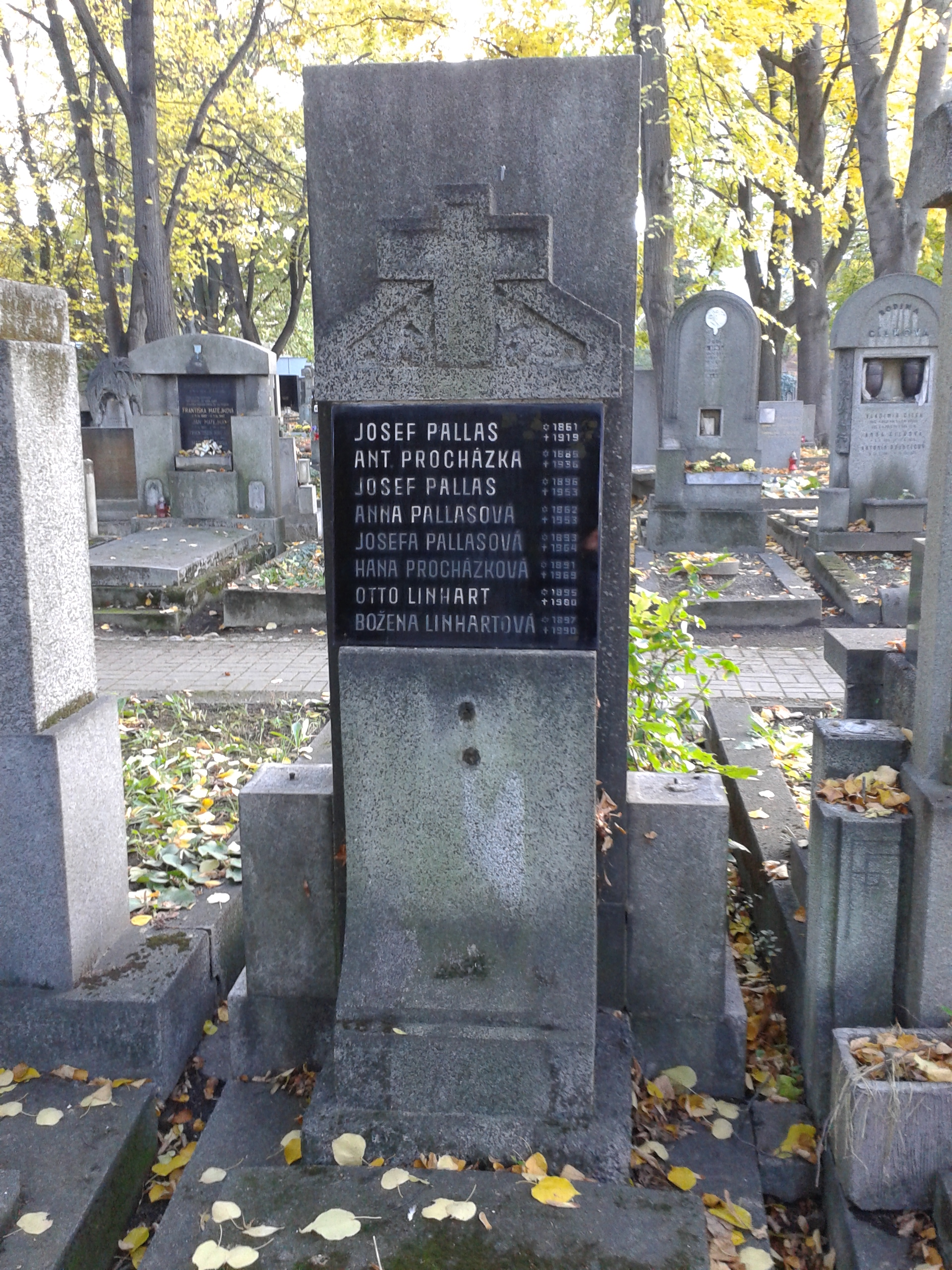
Nuselský hřbitov Otto Linhart a Božena Linhartová
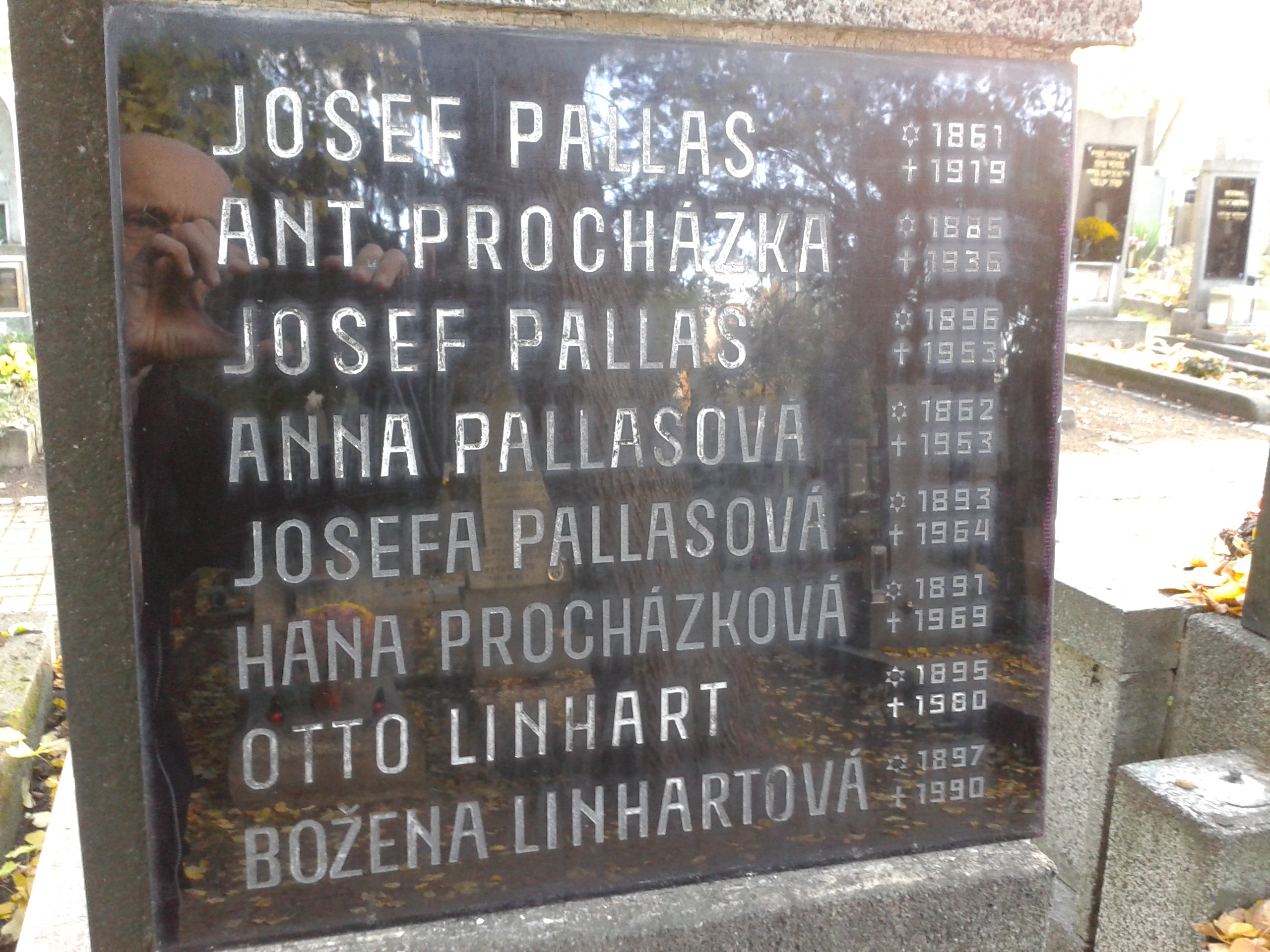
Nuselský hřbitov Otto a Božena Linhartová (detail desky)
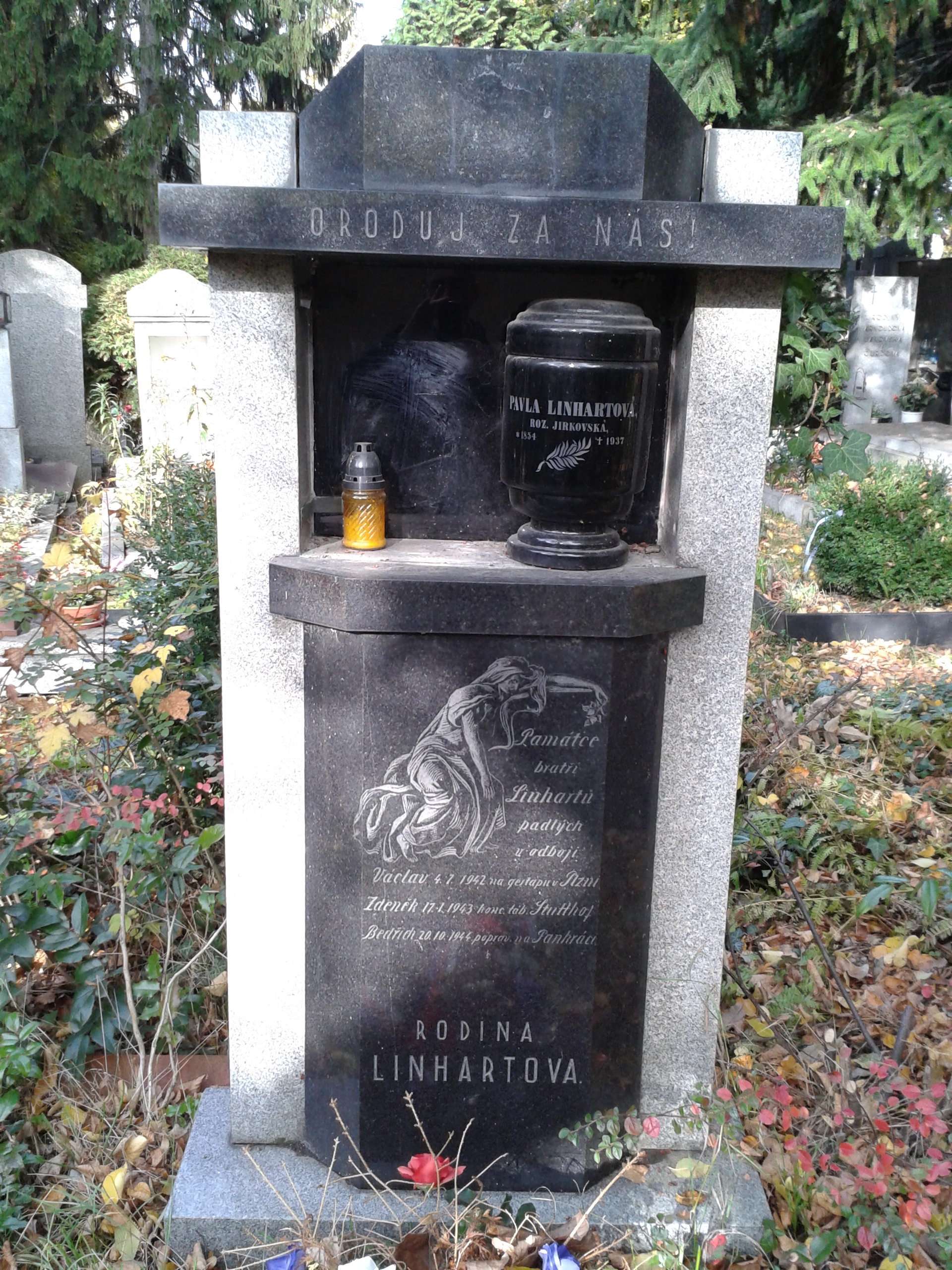
Podolský hřbitov Václav, Zdeněk a Bedřich Linhartovi
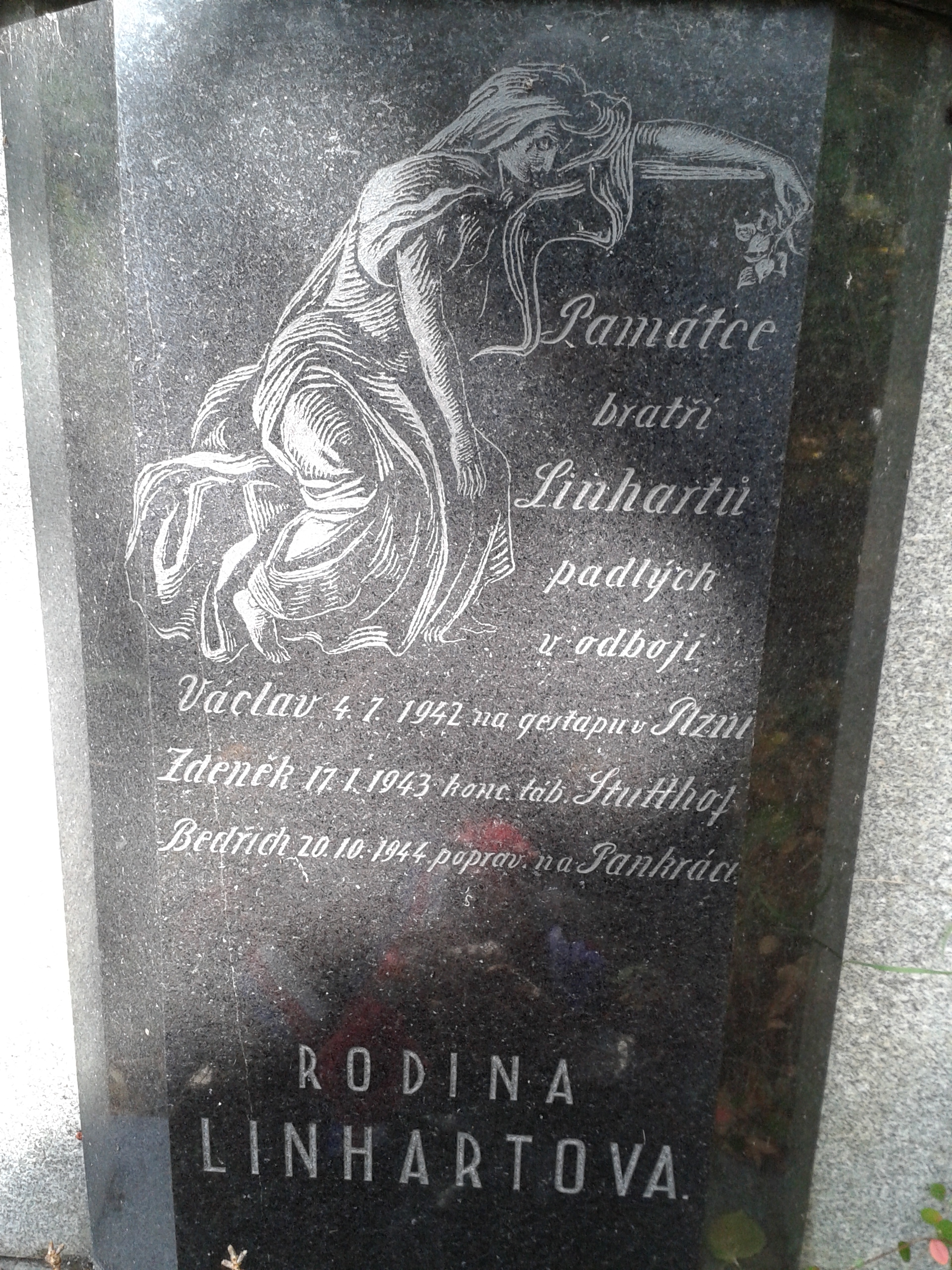
Podolský hřbitov Václav, Zdeněk a Bedřich Linhartovi (detail desky)

## Ilegální činnost Otty Linharta v Praze a okolí

### Různá místa, odkud se například vysílalo
- V dnes již neexistujícím domě (Na bojišti 1516/16, Praha 2) bydlel Josef Brábník. Z jeho bytu vysílal Otto Linhart na jaře 1941 z radiostanice Sparta I.[14]

- Z bytu Antonie a Františka Hadačových (Pod Krčským lesem 109, Praha 4) vysílali Otto a Václav Linhartovi z radiostanice Sparta II.[14][p 11]

- Z dnes již neexistujícího statku Miloslava Vojtěchovského[p 12] (Ke Strašnické 13, Praha 10) v červenci, srpnu a září 1941 vysílala radiostanice Sparta I, obsluhovaná radiotelegrafisty Otto Linhartem a Jindřichem Klečkou.[14][p 13]
- Z bytu pplk. Václava Nováka, Riegrova ul, Uhříněves (dnes Lidického 228/8, Praha 22 – Uhříněves) vysílal Otto Linhart a Jindřich Klečka v létě 1941 z radiostanice Sparta I.[16]

### Jinonická ilegální skupina

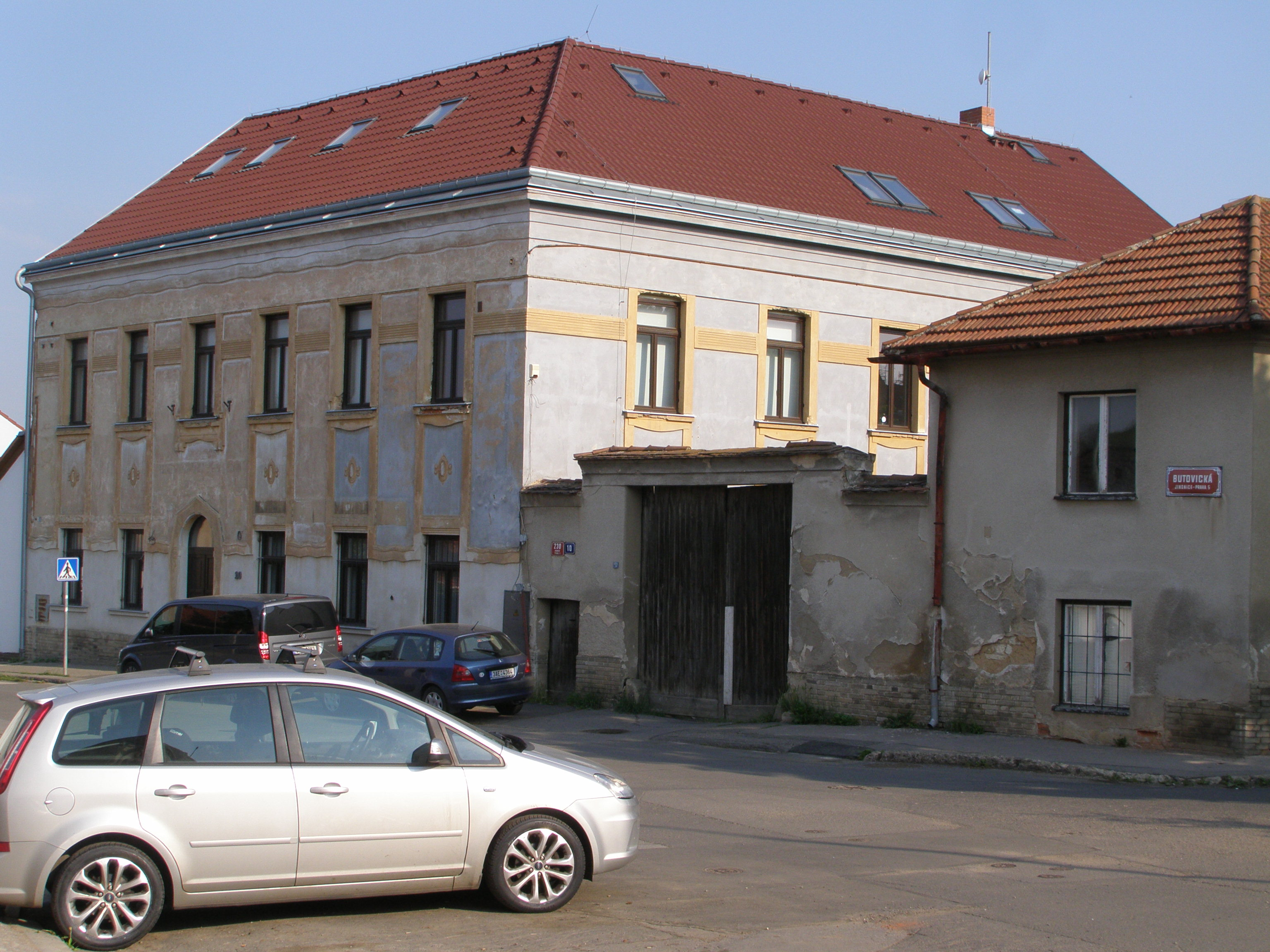
Budova bývalého hostince „Na Staré“

Jinonická odbojová skupina ÚVODu vznikla již v roce 1939 jako součást protinacistického nekomunistického odboje. V roce 1941 zajišťovala jediné spojení Protektorátu se zpravodajskou centrálou v Londýně. V podkrovní místnosti bývalého hostince „Na Staré“ (Butovická 510/10, Praha 5) byly v letech 1940 a 1941 (s vědomím hostinského Jiřího Morsteina) přechovávány radiostanice a někdy odtud vysílal Jindřich Klečka s druhým radiotelegrafistou Otto Linhartem (radiostanicí Sparta II) depeše do Vojenské radiové ústředny (VRÚ) ve Woldinghamu u Londýna.

### Jinonický akcíz

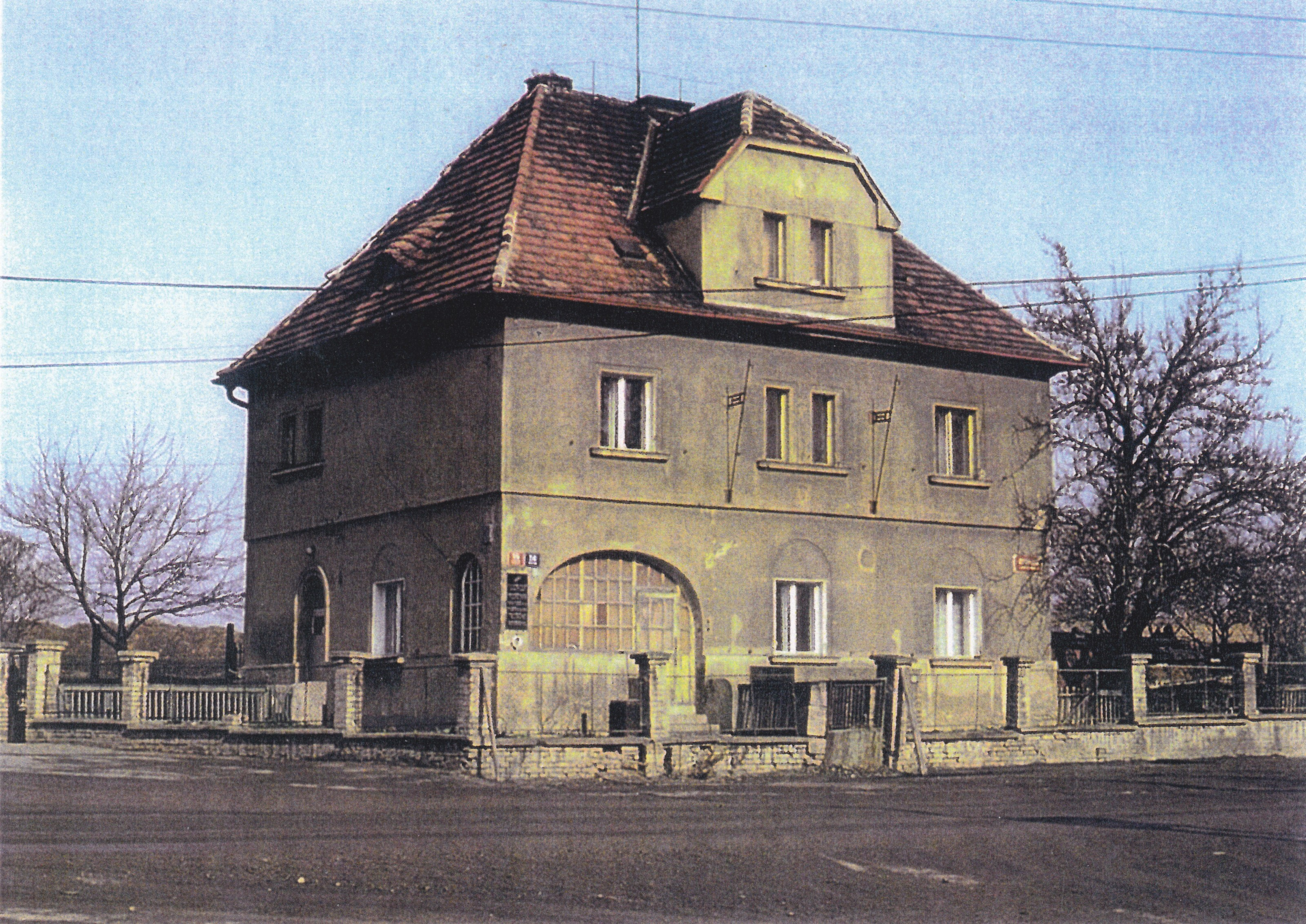
Budova jinonického akcízu

Zátahem na dům v Hodkovičkách (7. května 1941) a následným řetězcem úspěšných zásahů gestapa byla prakticky vyřazena síť radiostanic Sparta I. Likvidace této sítě přišla v nejmíň vhodnou dobu. Mašín s Morávkem měli důležité informace o chystaném napadení Sovětského svazu, které potřebovali co nejrychleji odvysílat.
Jedinou šancí na obnovení komunikace s Londýnem byla Krajinova Sparta I, obsluhovaná Jindřichem Klečkou a Otto Linhartem. Ta byla 1. srpna 1941 přesunuta do budovy jinonického akcízu, odkud vysílala z bytu celního inspektora Karla Prokopa. Radiotelegrafisté Jindřich Klečka s Otto Linhartem zde vedli pravidelnou a rozsáhlou komunikaci s londýnskou Vojenskou radiovou ústřednou prakticky až do osudné noci z 3. na 4. října 1941.

## Pamětní deska rodině Linhartových

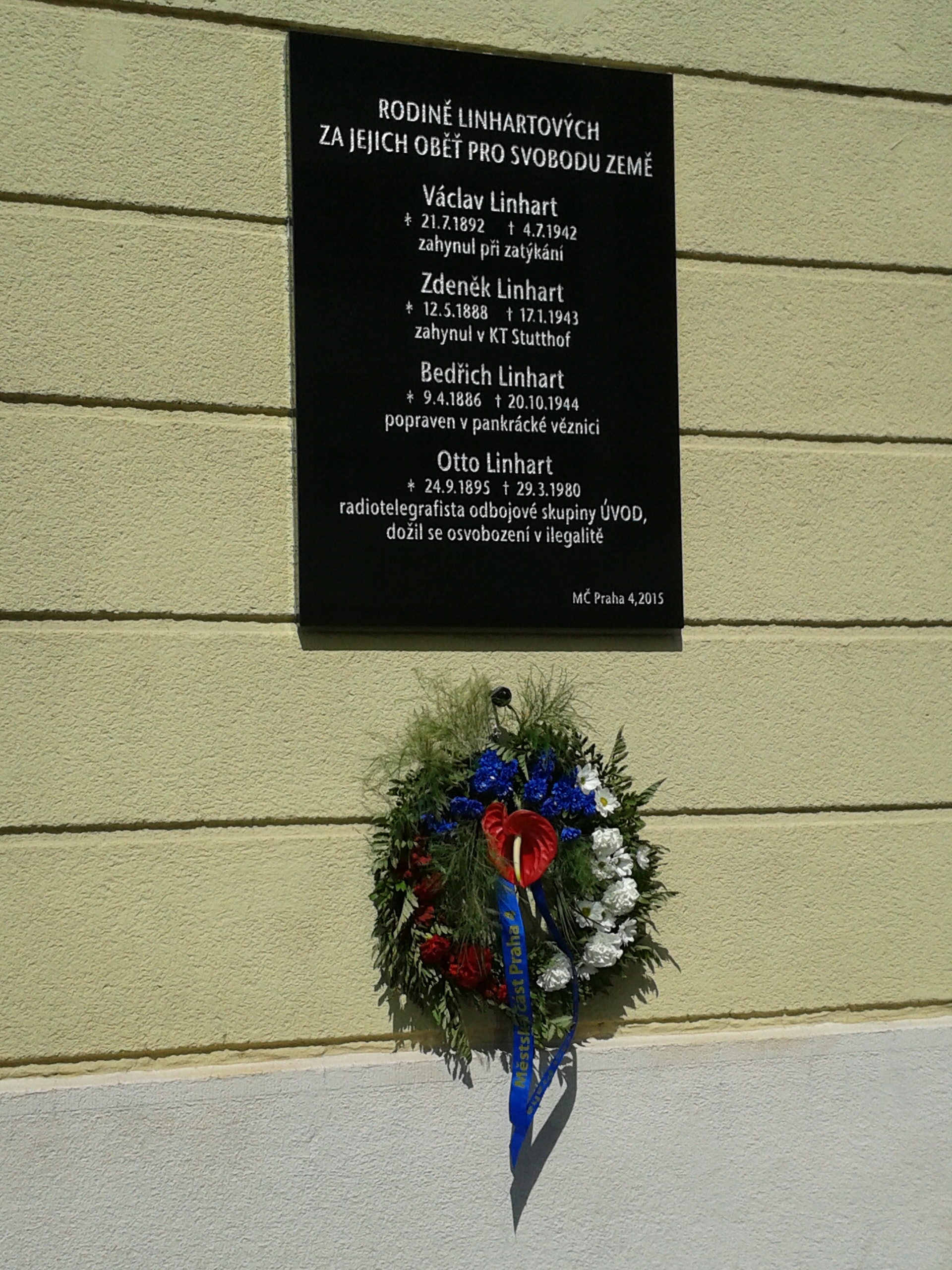
Pamětní deska bratrům Linhartovým

Na domě číslo popisné 1063 v ulici "Na Bitevní pláni" (orientační číslo 16; Praha 4, Nusle; nedaleko pražského Paláce kultury) odhalil dne 18. května 2015 (u příležitosti 70. výročí konce války) starosta městské části Praha 4 pamětní desku bratrům Linhartovým. V tomto domě žil Otto Linhart, který se (spolu se svými bratry: Bedřichem, Zdeňkem a Václavem) aktivně podílel na nekomunistickém protifašistickém odboji. O provedení pamětní desky a o textu na ní rozhodlo druhé jednání komise "Rady pro kulturu, volný čas a náboženské společnosti" dne 19. února 2015. Jako materiál byla zvolena černá leštěná žula s vyrytým stříbrným písmem a následujícím textem:
           RODINĚ LINHARTOVÝCH

ZA JEJICH OBĚŤ PRO SVOBODU ZEMĚ 

         Václav Linhart

   * 21.7.1892    † 4.7.1942

       zahynul při zatýkání 

          Zdeněk Linhart 

   * 12.5.1888    † 17.1.1943 

       zahynul v KT Stutthof 

         Bedřich Linhart 

   * 9.4.1886    † 20.10.1944 

       zahynul v pankrácké věznici 

         Otto Linhart 

   * 24.9.1895    † 29.3.1980 

  radiotelegrafista odbojové skupiny ÚVOD, 

     dožil se osvobození v ilegalitě

MČ Praha 4, 2015

## Bratři Linhartové

Bratři Linhartové
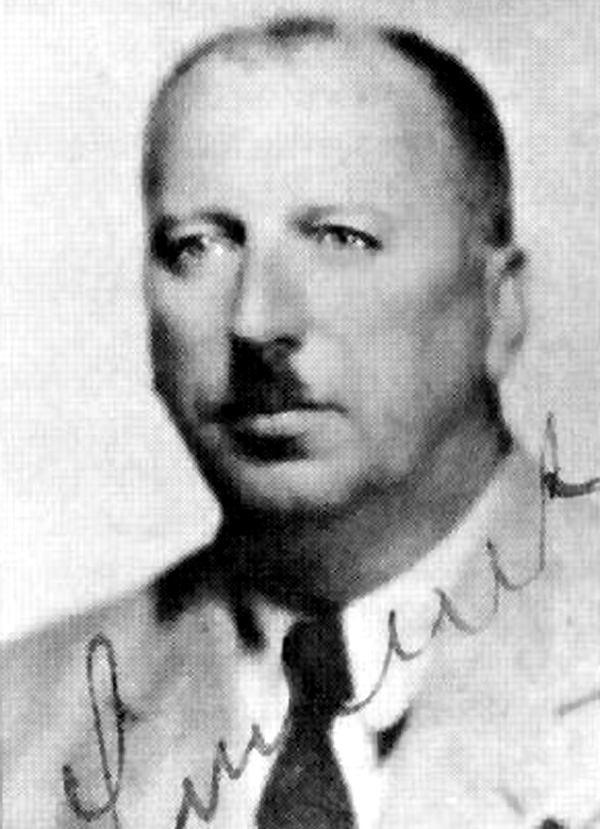
Bedřich Linhart (1886 – 1944)
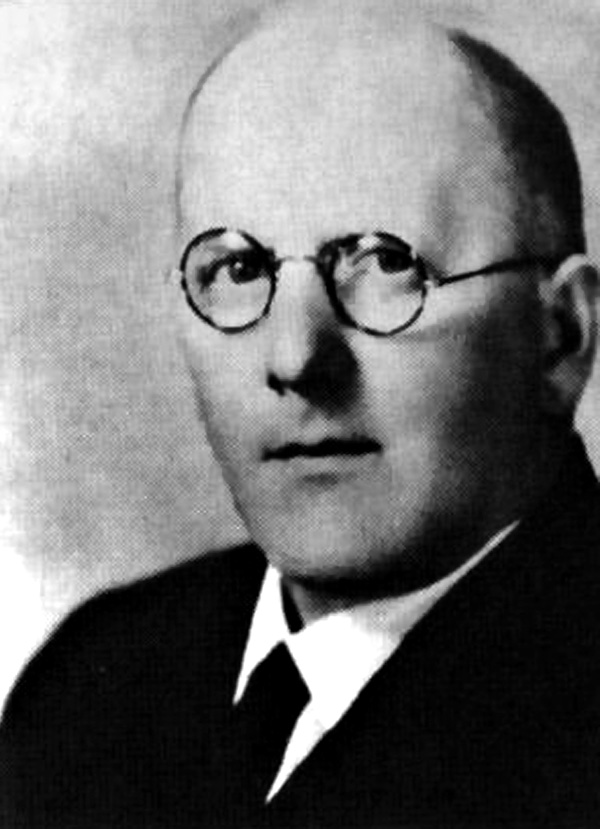
Zdeněk Linhart (1888 – 1943)
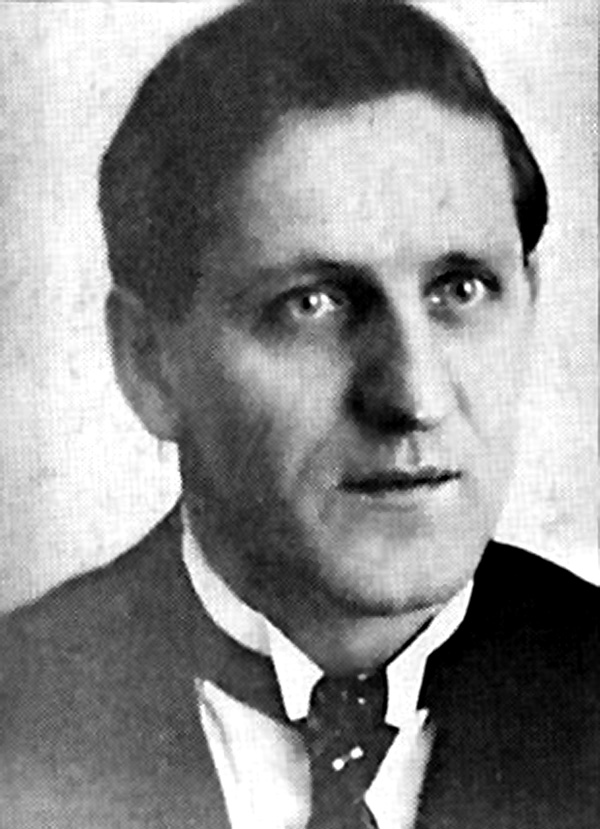
Václav Linhart (1892 – 1942)
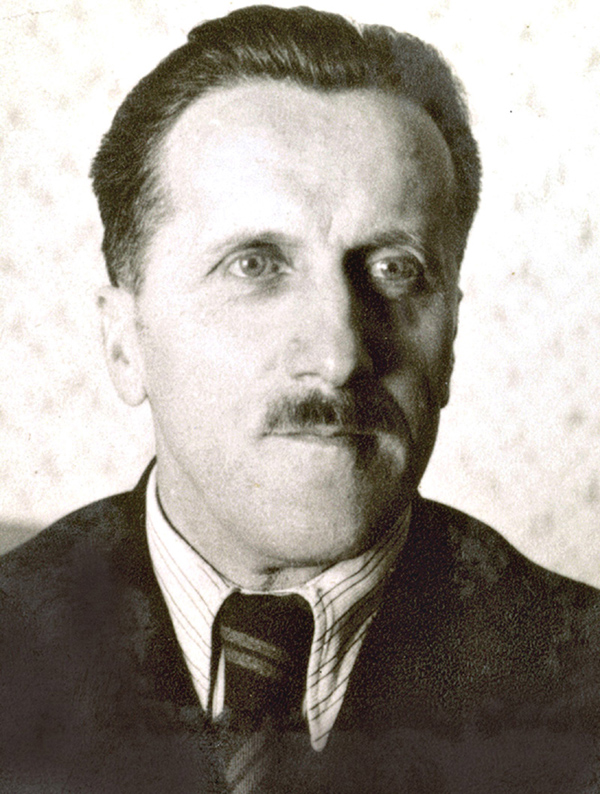
Otto Linhart (1895 – 1980)

## Osudy sester Linhartových
V dubnu 1944 byly zatčeny sestry bratrů Linhartových, Marie Linhartová a Ludmila Stöcklová (rozená Linhartová). Současně byla zatčena i manželka Otty Linharta Božena Linhartová. Ženy byly vězněny na Pankráci, v Terezíně a Ravensbrücku. Všechny tři válku přežily a po osvobození se vrátily domů.